# Christophe Lartilleux
Christophe Lartilleux est un guitariste français de jazz manouche, fondateur du groupe Latcho Drom.

## Biographie
Bien que capable de virtuosité, Lartilleux est l'un des rares musiciens de style manouche à n'avoir pas tenté de reproduire la prouesse technique copiée éternellement par les suiveurs de Django Reinhardt, et qui n'était qu'une prouesse technique si on n'y ajoutait pas une touche personnelle : celle des doigts entravés qui était à l'origine due à une mutilation de Django Reinhardt.

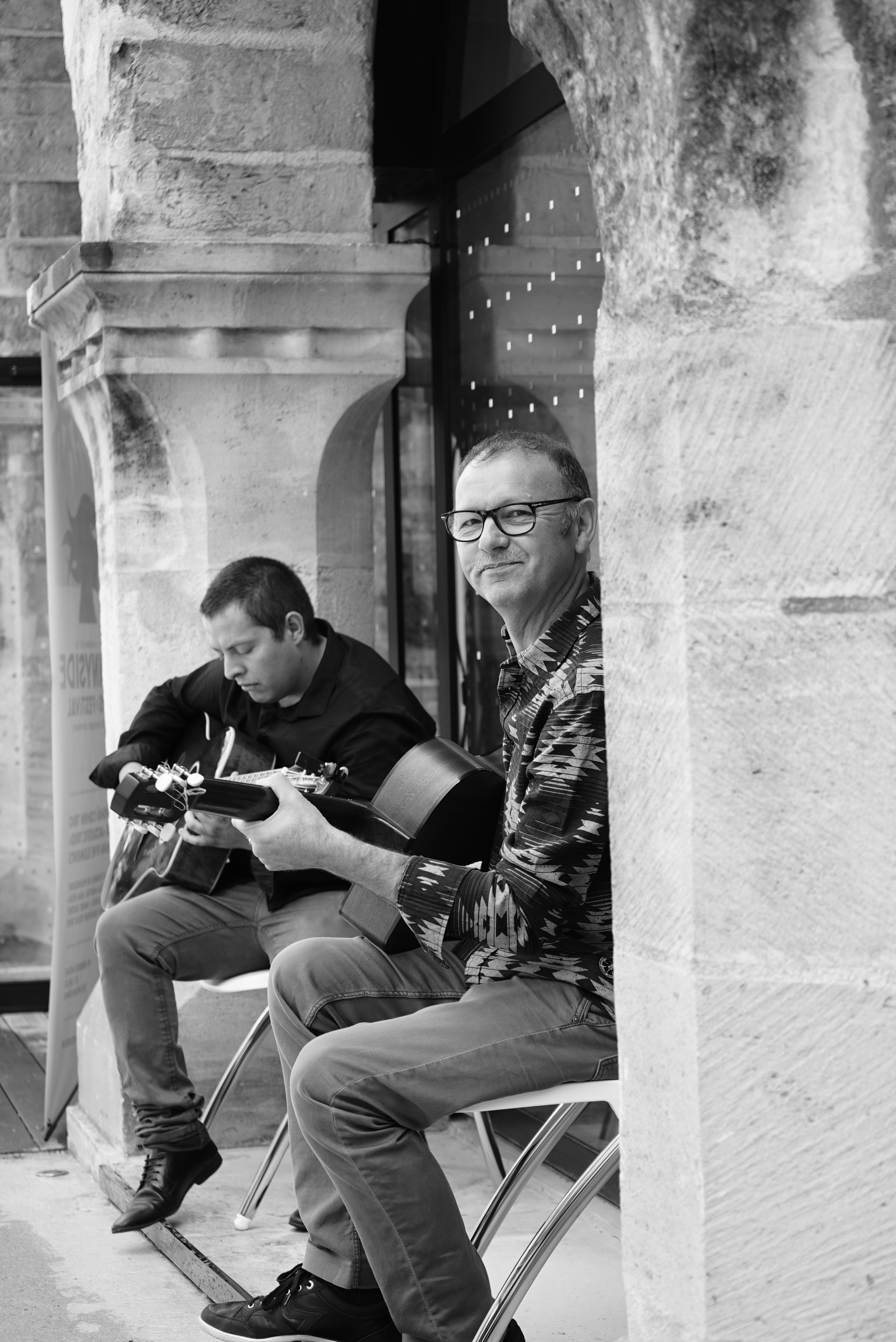
En duo avec Nitcho Reinhardt, 2017.

Son style innovant, qui ne copie en rien les « tics » des imitateurs de Django est notamment décrit dans un article du journal l'Union. Il s'agit de la méthode de la guitare inversée que les musiciens de rock 'n' roll ont expérimenté dès 1939 avec des distorsions, puis qui a évolué sous forme de slapping, avec des accordages spéciaux. Elle a été ensuite abandonnée dans les années 1980 avec l'apparition du synthétiseur. Lartilleux, comme d'autres musiciens manouches, a ré-employé cette technique d'une manière très personnelle.
Christophe Lartilleux est sollicité pour réaliser les doublures du jeu de mains de Django Reinhardt, incarné par Reda Kateb dans le film homonyme.